# 랜디 크로퍼드
랜디 크로퍼드(Randy Crawford, 1952년 2월 18일 ~ )는 미국의 가수이다.